# JR東日本HB-E210系気動車
HB-E210系気動車（HB-E210けいきどうしゃ）は、東日本旅客鉄道（JR東日本）が2015年（平成27年）に導入した一般形気動車。
2016年（平成28年）「鉄道友の会」のローレル賞を受賞。

## 導入の経緯
東日本大震災により全線で被害を受けた仙石線は、その後の一部区間の高台移設を含んだ復旧工事を進め、2015年5月30日より全線の運転を再開するとともに、仙台駅より東北本線を走行し、松島町の東北本線と仙石線の並走区間に新たに設けられた接続線を経由して仙石線に入線の上、石巻までを結ぶ「仙石東北ライン」の運転を開始することになった。
東北本線は交流電化方式、仙石線は直流電化方式とそれぞれ電気方式が異なることと仙石線・東北本線接続線が非電化区間となるため気動車による直通運転となり、ディーゼルハイブリッドシステムを搭載した当車両が開発された。

## 構造

### 車体
E129系に準じた軽量ステンレス車体のsustinaS23シリーズとし、客室扉のレールヒータなどを装備した耐寒耐雪構造となっている。ハイブリッドシステムの搭載に伴う車体質量増加に対応するため、側窓などの側開口周囲や車体中央部出入口の側梁を補強することで強度や剛性の強化を図っている。車幅は30 mm広い2950mmに拡大された。
運転席前面はステンレス構体にFRP製の成形品を被せた構造となっている。仙台地区の通勤需要に配慮して半自動扉機構付き片側3扉としており、客室の床面高さは仙石線ホームの高さ1100mmと東北本線ホームの920mmに対応するため1130mmとなっている。
搭載量が最大550リットルの燃料タンクは車両両側からの給油が可能で、タンク体は鋼製であるが部分的に板厚を変えることで軽量化している。なお線路内で使用されるバラストなどが衝突しても損傷が発生しないように、燃料タンクの中段より下部には社内で研究開発された防爆塗料を4 mm厚で塗布している。また、タンクの気抜き管（ブリーザーパイプ）部に燃料漏れ検知センサを装備して燃料漏れを検知することが可能となっている。
車両のデザインは、仙石線のラインカラーである青と東北本線のラインカラーである緑を基調とし、東北本線沿線のシオガマザクラ・仙石線沿線の矢本海浜緑地公園・石巻の日和山公園のサクラの名所をイメージした桜色を用いた。二つの四角形が重なるデザインを用いることで、仙台エリアと石巻エリアをつなぐことを表現している。また、車体の前面の向かって右下と4位側の側面には「HYBRID TRAIN」の文字が描かれている。

### 内装
客室の色合い、つり革等はE231系と同様としているが、優先席付近などはE233系に準ずる。客室の座席はE721系と同じくセミクロスシートの配置で、座席はE129系と同一のものを採用した。ハイブリッドシステムなどの機器を内蔵した機器室が車内の山側に設置されているため、本来はボックスシートが配置されている場所が機器室やロングシートとなっている。貫通扉は、自然閉機能とブレーキ機能を持たせた水平式戸閉装置としている。客室扉に半自動機能が付いているため、車外と車内に設置された押しボタンを設けて乗客がドアを開閉できるようになっている。
室内照明にはLED照明を採用しており、機器室の壁には本車のハイブリッドシステムの動作状況を表示する液晶式のハイブリッドモニタが設置されている。また仙台方のHB-E211形後位側の端部には車椅子スペースおよびベビーカースペースと車椅子対応の洋式トイレが設置されており、トイレ内には、炎検知装置と非常通話装置を設置している。また、トイレ内の排気はE233系と同じ床下からとなっている。
乗務員室はE721系と同じく半室構造となっており、非貫通時においては引戸により運転台と客室との間を完全に仕切ることができる。運転台はJR東日本の標準である左手操作式のワンハンドルマスコンを採用しており、周囲にはリセットスイッチ・システム停止・定速スイッチが取付けられており、右手手掛け内には勾配起動スイッチが取付けられている。運転台正面にはモニタ装置が内蔵されている。ワンマン設備は準備工事のみに留められている。
空調装置は集中式のAU732形で能力38.37kW（33,000kcal/h）を屋根上に1基搭載する。

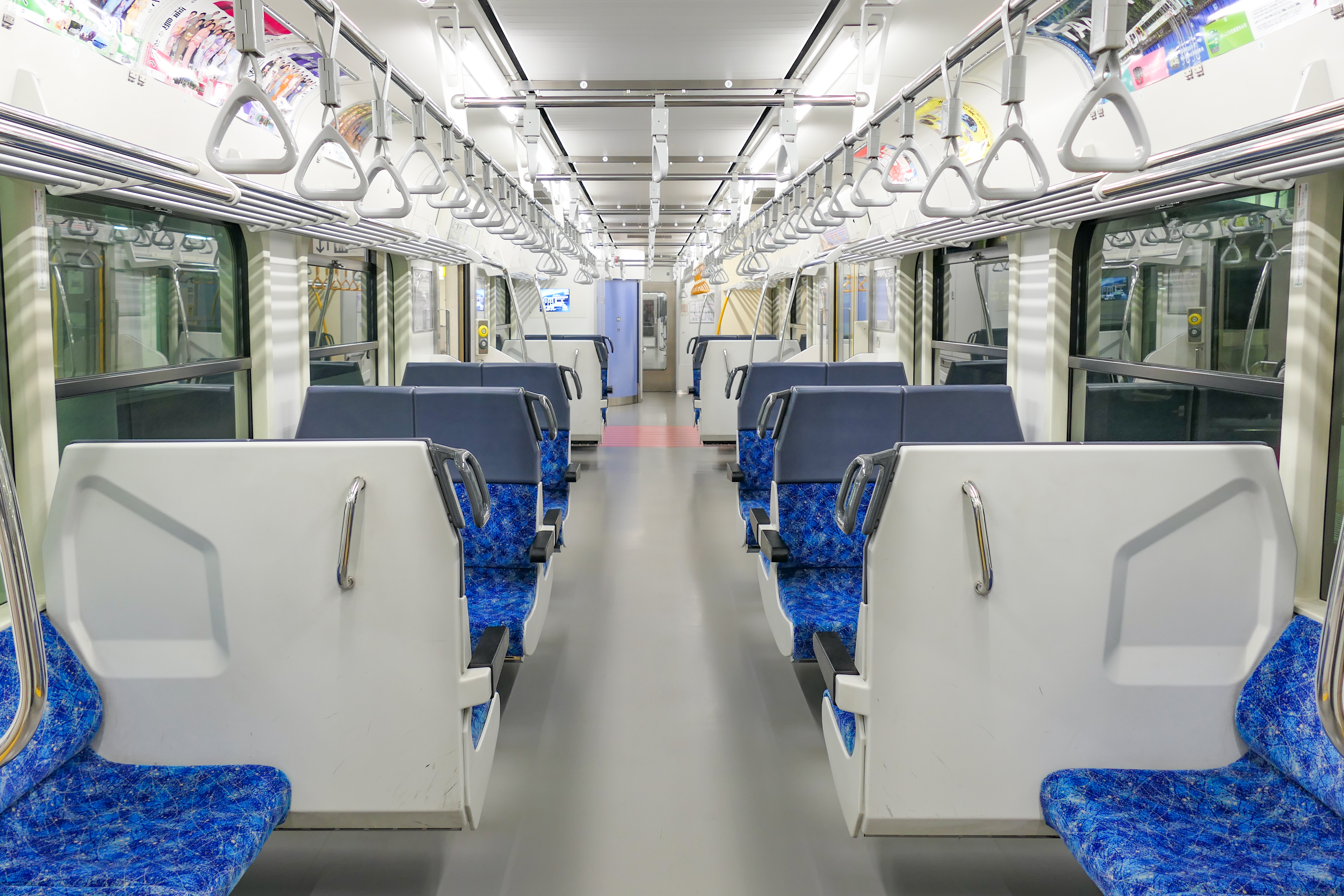
車内
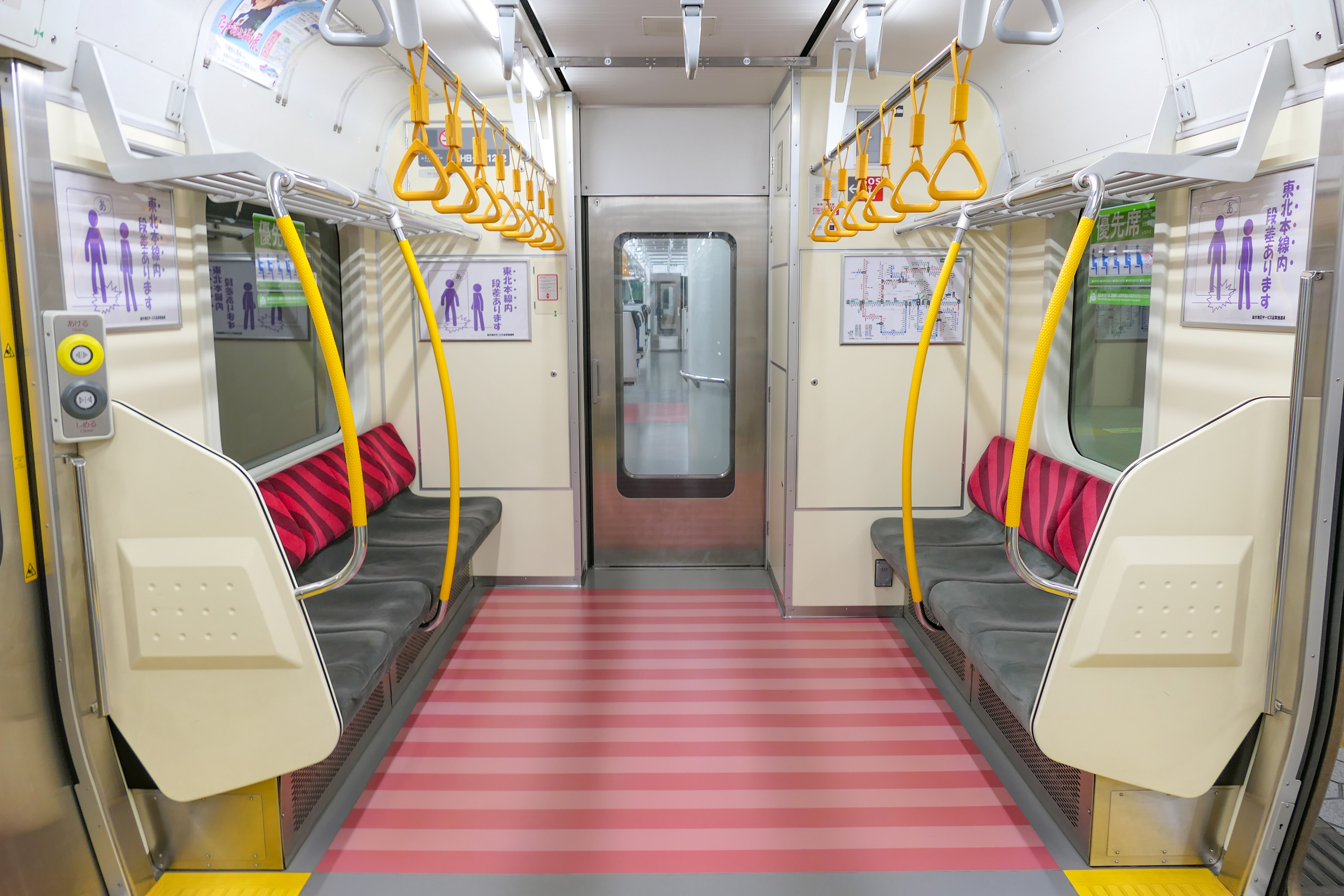
優先席
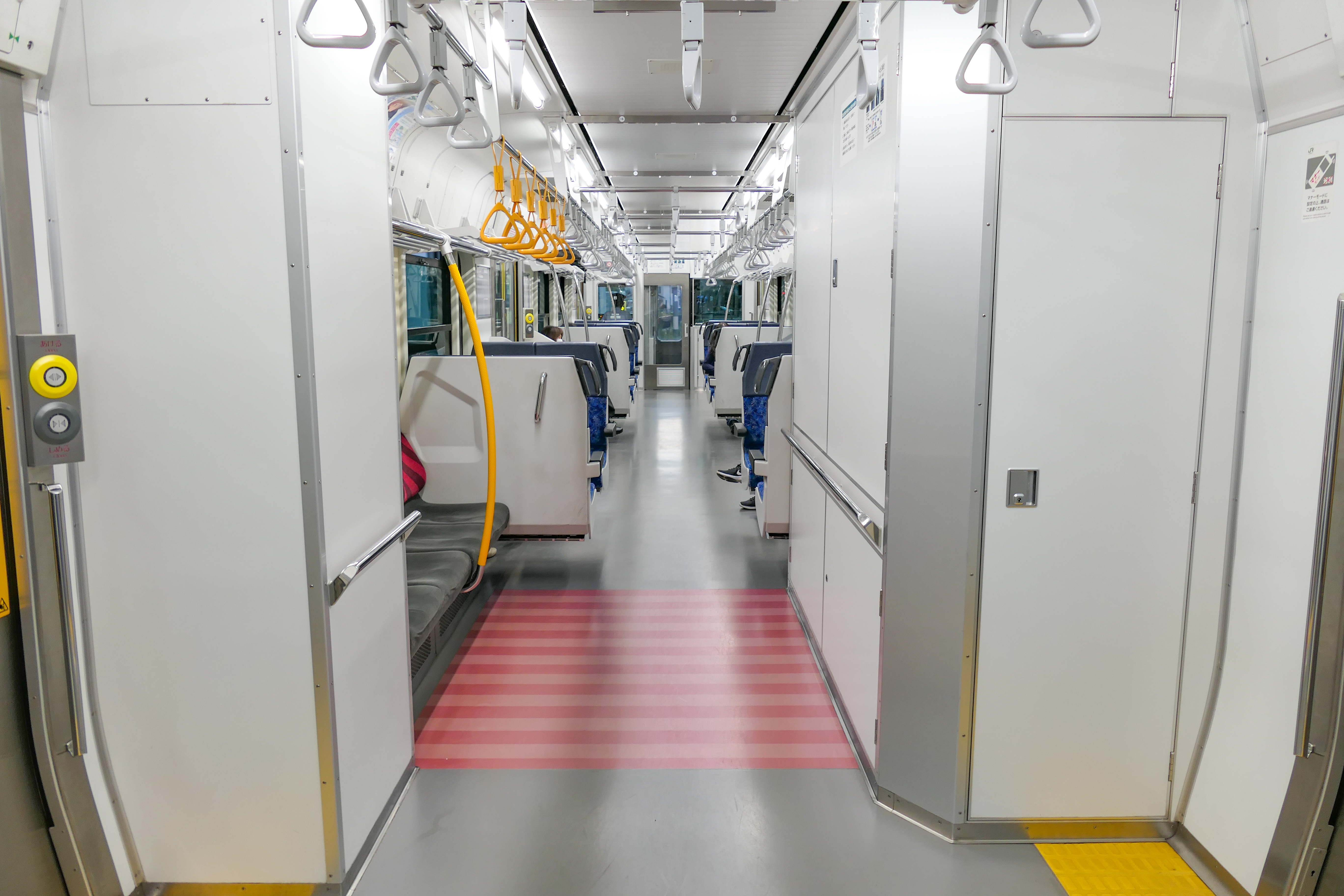
機器室付近
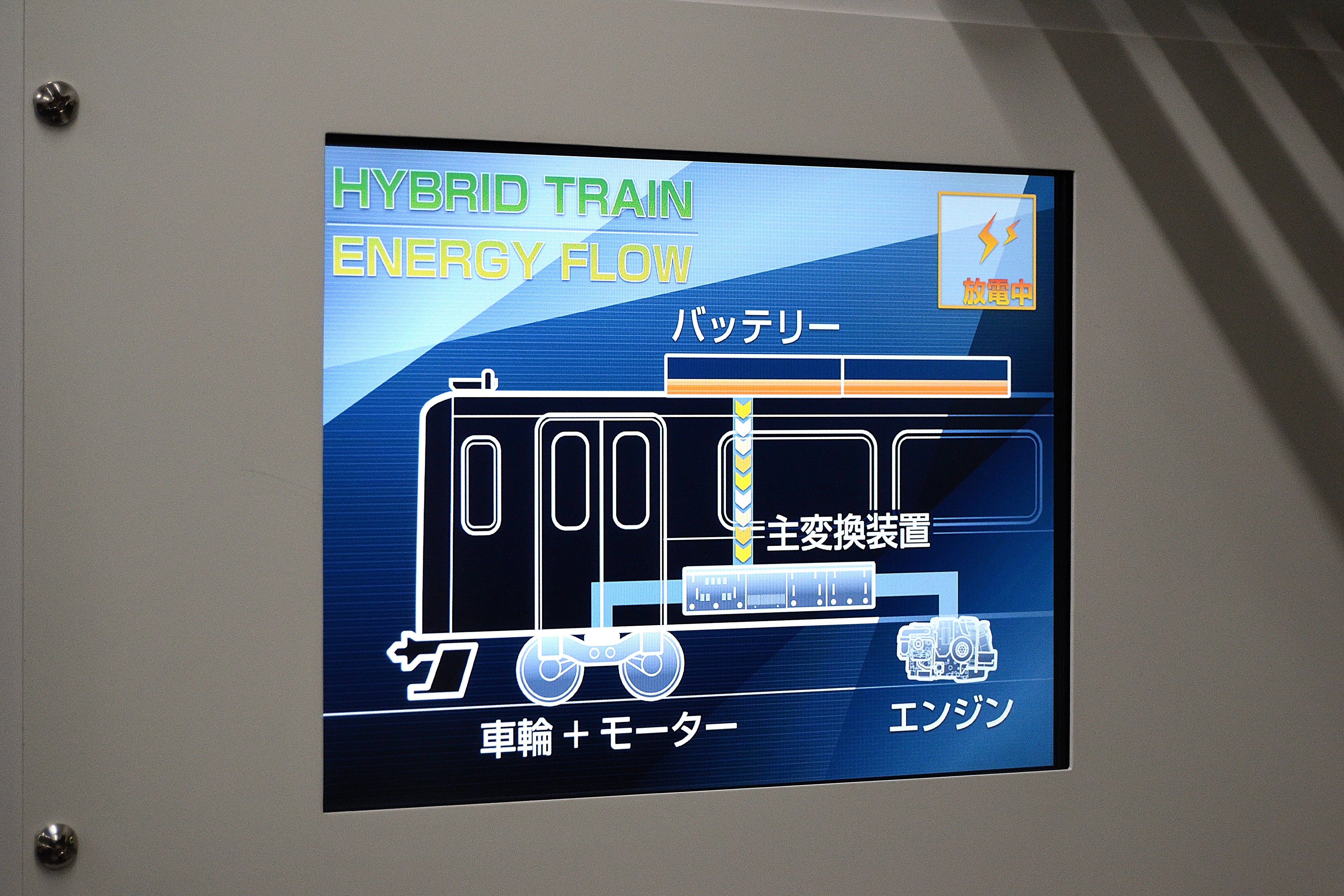
車内に設置された、本車のハイブリッドシステムの動作状況を表示する液晶式のハイブリッドモニタ
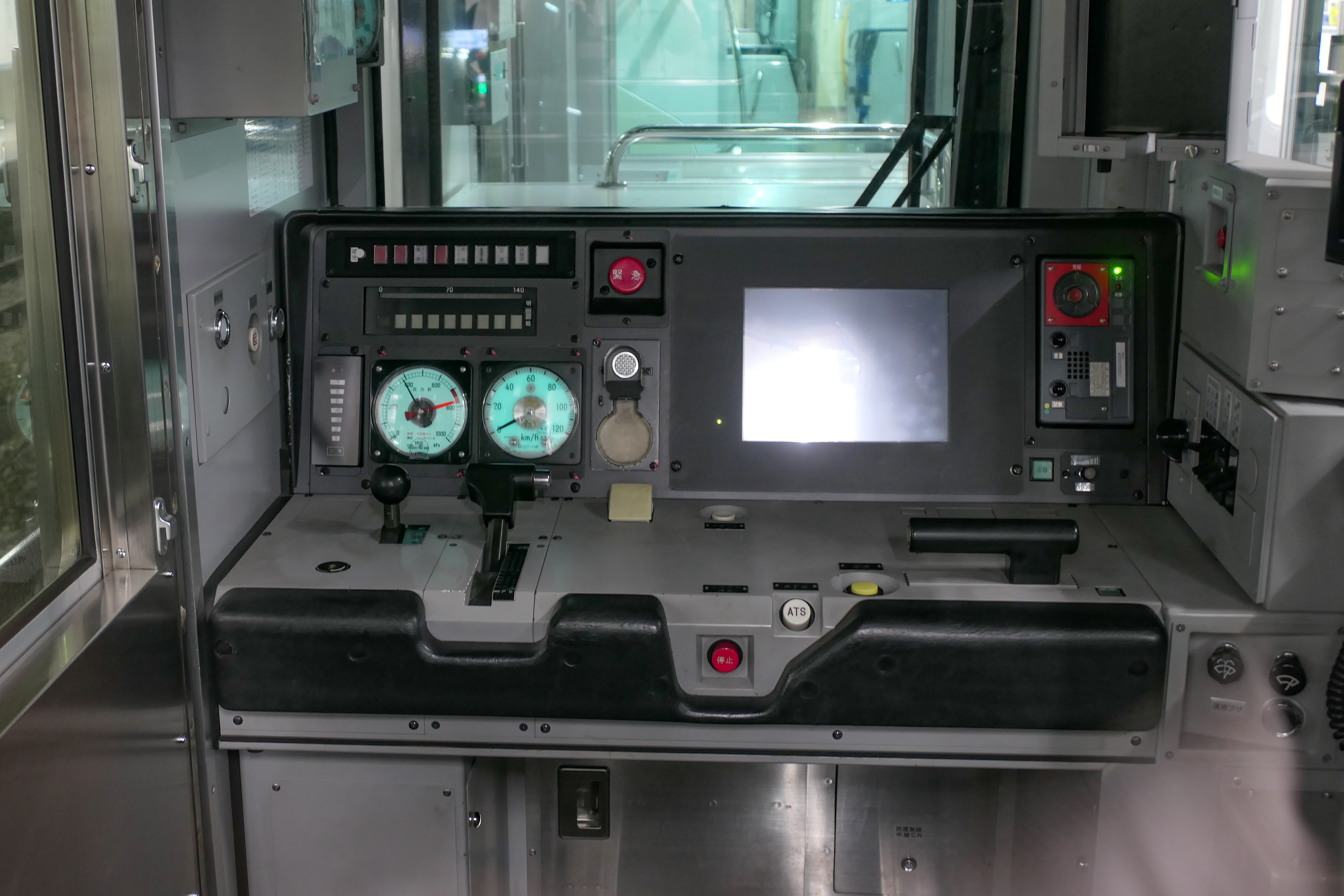
運転台

## 機器類

### 電源・制御システム

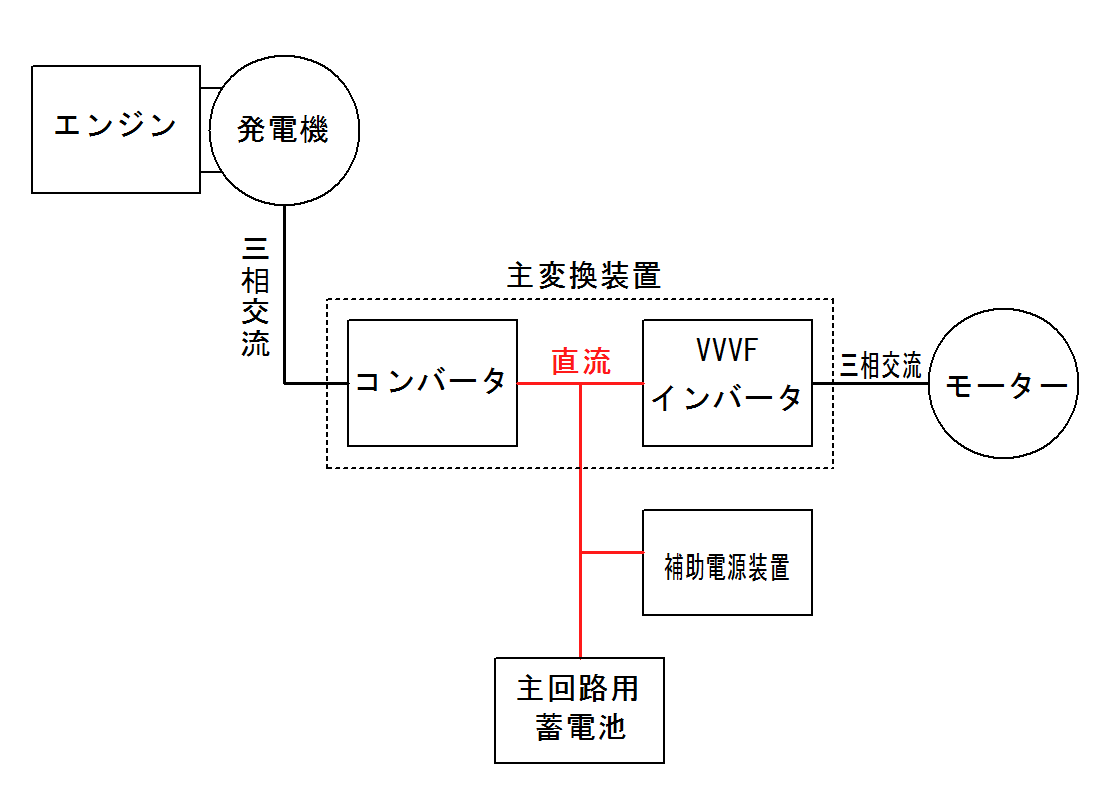
主回路の見取り図

採用されているハイブリッドシステムはキハE200形やHB-E300系と同じく、エンジンの動力は発電機を回転させる電力用として使用し、発電機からの電力と搭載された蓄電池の電力と組合わせてモーターを駆動するシリーズハイブリッド方式と呼ばれるシステムで、エンジンは発電専用とし、車両の速度制御には電気車の技術が最大限に活かされている。
システムは、エンジンとそれに直結した発電機・主回路用蓄電池・主変換装置・車輪駆動用の主電動機（モーター）で構成されている。力行時には主回路用蓄電池からの電力または主回路用蓄電池とエンジン発電機からの両方の電力を使用して、主変換装置に内蔵されたVVVFインバータ装置によりVVVFインバータ制御でモーター（かご形三相誘導電動機）を駆動させる。制動時には回生ブレーキによりモーターから発生した電力をVVVFインバータ装置を介して主回路用蓄電池に充電する。また、エンジン発電機の起動または停止は主回路用蓄電池の充電状態により自動的に行われている。キハE200形やHB-E300系と同様の｢エネルギー管理制御システム｣を搭載しており、各装置からの情報を集約して最適な動作の指令を各装置に指示することで、エンジン発電機と最適な蓄電池の充放電の制御を行なっている。
車両の床下には主変換装置・エンジン発電機・エンジンラジエーター・電動空気圧縮機・制御用蓄電池箱・ブレーキ制御装置などの機器を搭載しており、HB-E300系と同じくエンジン冷却性能向上のためエンジンラジエーターの大形化や後述する静止形インバータの容量増加による主変換装置の大形化が図られている。これによる床下ぎ装面積の低下は、屋根上の集中式冷房装置を挟んで前位に主回路用蓄電池を2個、後位に元空気だめの一部を搭載することで補われている（HB-E212形では前後逆）。
動力源として、エンジンと交流発電機を1基ずつ搭載する。エンジンは直噴式直列6気筒横形ディーゼルエンジン DMF15HZB-G を各車両に1基搭載する。定格出力331kW（450PS）定格回転数2100rpmであり、DMF15HZ（キハE120形・キハE130系）をベースに過給機を水冷式に変更している。エンジン起動の際には、主回路用蓄電池からの電力をコンバータにより制御し、発電機を起動モーターとして利用してエンジンを起動させる。このため、エンジンスターターを省略している。燃料噴射系は高圧電子制御システム（コモンレール式）を採用して、排気中の窒素酸化物（NOx）を約60%低減させている。交流発電機は出力270kWのDM113形三相交流発電機を各車両に1基搭載し、エンジンと直結駆動することで車両運行に必要な電力をまかなっている。
主回路用蓄電池には出力密度が高く、軽量高出力のMB3形リチウムイオン電池が使用されており、1両あたりの容量は15.2kWhで電圧は直流680Vである。また、蓄電池を2群構成とすることで冗長性を持たせており、不具合が発生した場合を考慮している。主制御装置にはCI 24形主変換装置を搭載しており、補機類とサービス電源用の電源装置である静止形インバータ（SIV）と一体構成となっている。なお静止形インバータの容量は70kVAで三相交流400Vを出力する。また各車には、補助電源で作動するMH3125-C600N形電動空気圧縮機（CP）を搭載している。
主電動機は、キハE200形やHB-E300系で実績のあるMT78形かご形三相誘導電動機を採用する。軽量化、低騒音化および保守省力化を図った構造で1時間定格出力は95 kWであり、動力台車1台につき2基搭載する。
このほか主変換装置には、主回路用蓄電池が不具合を起こし必要電力が得られない場合に備えて、エンジン起動専用の非常蓄電池(直流340V,1.9kWh2基直列)を内蔵している。エンジン起動の際には、非常蓄電池からの電力をコンバータ制御により、発電機を起動モーターとして利用して起動させる。その後は、エンジンで駆動させる発電機からの電力により主電動機を駆動させる電気式気動車としての運転が可能な機器回路構成となっている。この非常蓄電池は使用後または充電率低下時に、エンジン発電機からの電力により充電が可能である。また、車庫において一定の充電率まで充電操作を自動で行うことができるようになっている。
車両が停車→発車→加速→惰行→制動→停車するまでの車両の状態は以下の通りになる。
停車中・惰行中
エンジン発電機はアイドリングストップを行い、車両の補機類とサービス用の電源は、主回路用蓄電池からの電力が補助電源装置を経由して送られる。また、エンジン発電機は起動させることも可能であり、そこから送られる電力は、主回路用蓄電池への充電と補助電源装置で使用される。電気式気動車としての運用時には、エンジン発電機は出力160kWでの待機モードとして常時発電しており、コンバータが定電圧制御（直流680V）を行いながら、補助電源装置への電力供給を行う。
力行時（低速時）
主回路用蓄電池からの電力のみでモーターを駆動させる。15 km/h程度からエンジン発電機を起動させて、主回路用蓄電池とエンジンからの電力を併用しながら増速する。電気式気動車としての運用時には、エンジン発電機は、モーター駆動用のVVVFインバータと補助電源装置の合計消費電力を基にエンジン回転数を調整して、その後にコンバータが定電圧制御（直流680V）を行い、VVVFインバータと補助電源装置の合計消費電力との収支のバランスを取りながら、補助電源装置とモーターに電力が供給される。
力行時 （中高速時）
エンジン発電機を起動させ、主回路用蓄電池とエンジンからの電力を併用しながらモーターを駆動させる。惰行中からの場合はエンジン発電機を起動させる。また走行負荷の状態に応じて主回路用蓄電池の充放電を行う。電気式気動車としての運用時には、力行の低速時と同様である。
制動時（抑速ブレーキ時も含む）
エンジン発電機を停止させ、回生ブレーキによりモーターから発生した電力は主回路用蓄電池に充電されるが、一部は補助電源装置に送られる。電気式気動車としての運用時には、回生ブレーキは使用できないため、空気ブレーキのみで減速停車する。エンジンは停止せず、停止惰行中と同様に補助電源装置への電力供給を行う。

### 台車
台車は、HB-E300系用を基本としており、軸梁式軸箱支持装置を備えたボルスタレス台車である。HB-E300系用（DT75A・TR260A）と極力部品を共通化できるように配慮しつつ、EXバネを新たに採用した。電動台車は DT75B、付随台車は TR260B と呼称される。スノープラウ、フランジ塗油装置、セラジェットは準備工事とされている。基礎ブレーキには、両者とも踏面片押し式のユニットブレーキとしている。
1両あたり電動台車と付随台車を1台ずつ装備しており、HB-E211形前位とHB-E212形後位が DT75B（動力台車）、HB-E211形後位とHB-E212形前位が TR260B（付随台車） となる。

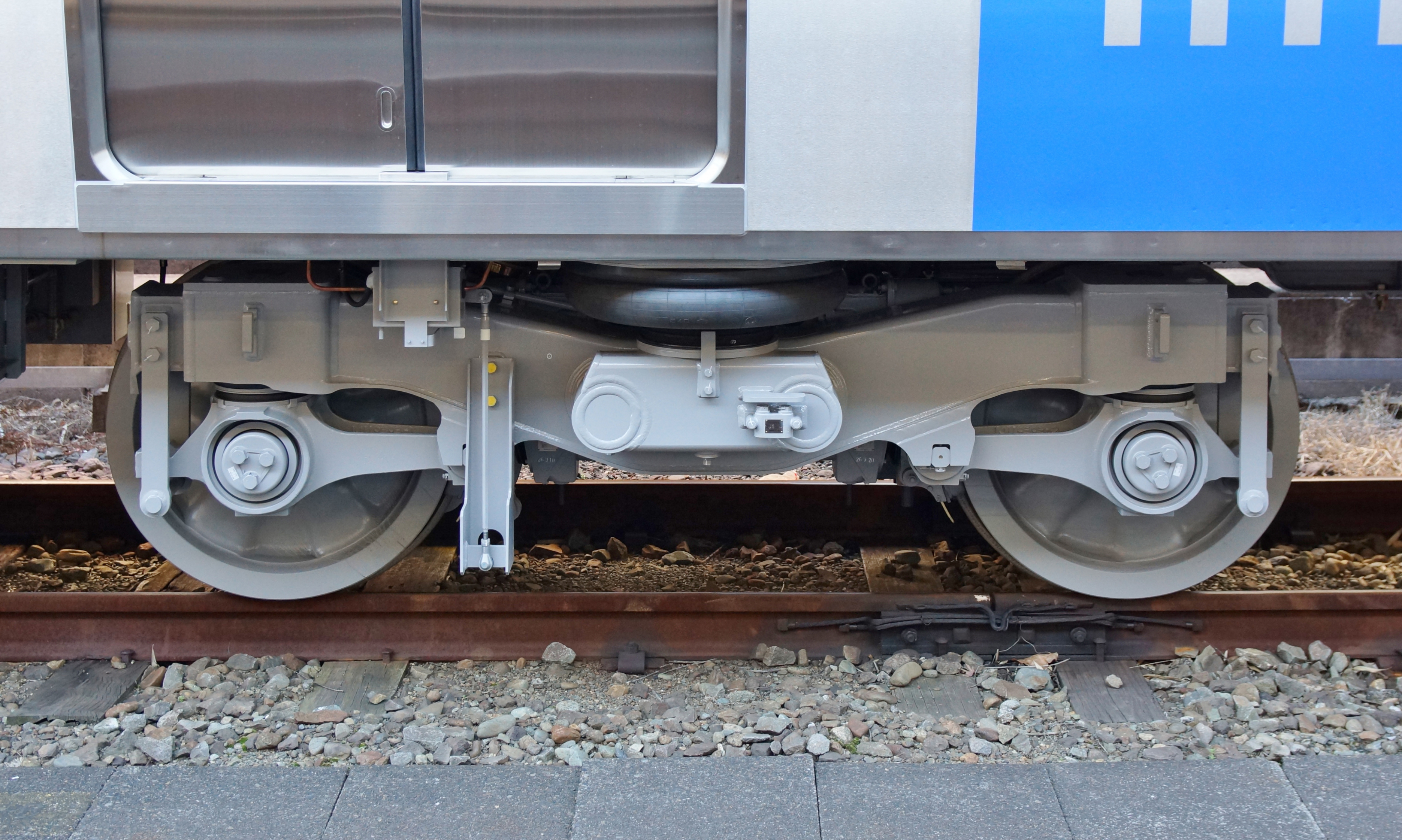
動力台車のDT75B
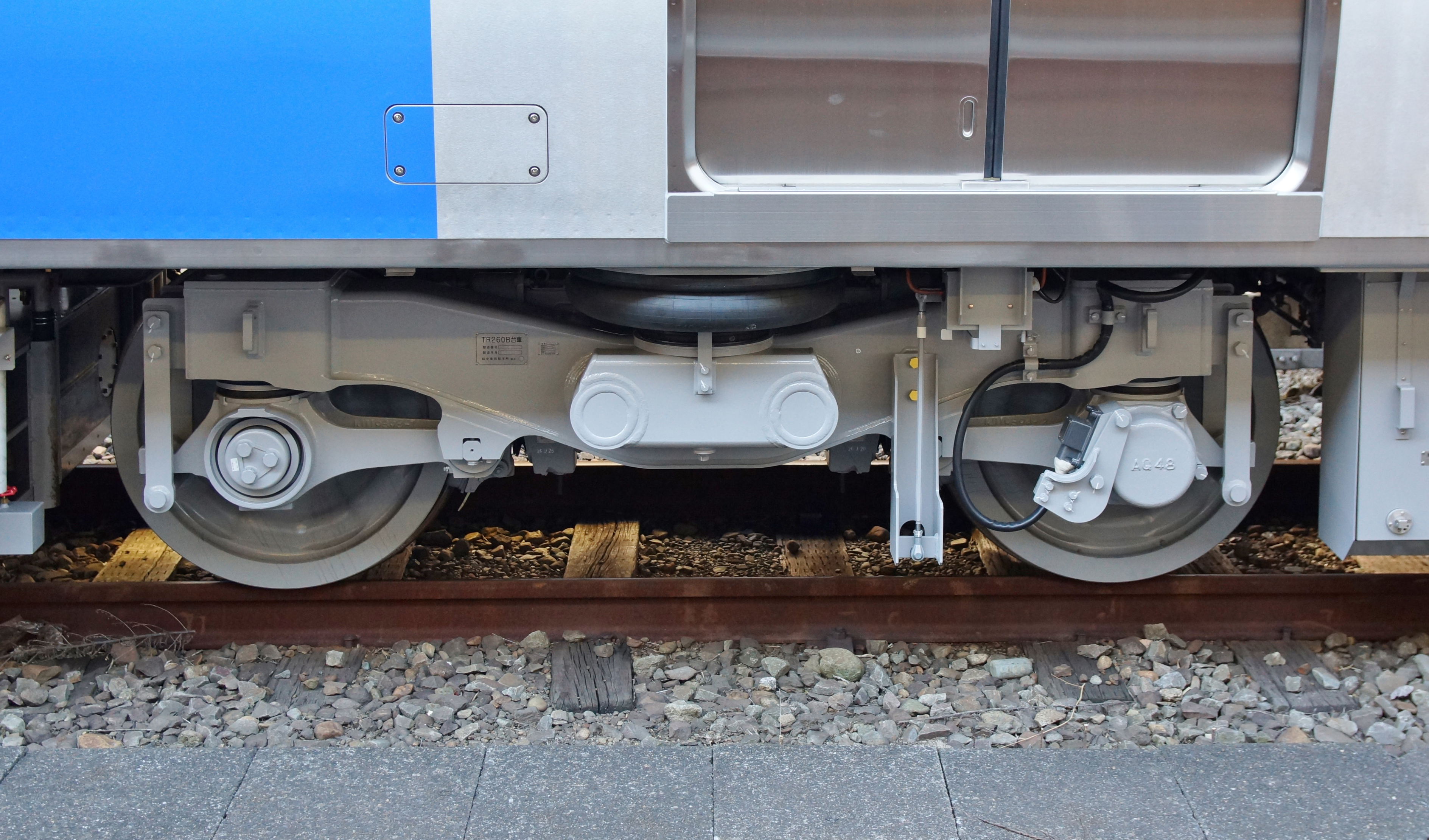
付随台車のTR260B

### 保安装置
地方線区においてATS-Psの整備を行ってきたが、将来的にATS-Pに統一することを念頭におき、統合形ATS車上装置 RSCU77 をHB-E212形客室内の機器室に搭載する。これは、ATS-PとATS-Psの車上装置機能を兼ね備えたものであるが、本形式においてはATS-Pは準備工事としている。
デジタル列車無線（3形）、防護無線、EB・TE装置のほか、E233系等で導入された移動禁止システムも装備している。

## 形式
以下の2形式からなる。
HB-E211形（Mc）
仙台方の先頭車。前位側に運転台、後位側に身障者対応トイレと車椅子スペースを備える。定員は128名。
HB-E212形（Mc'）
小牛田・石巻・女川方の先頭車。前位側に運転台を備える。定員は117名。
編成表
|              | ← 仙台石巻・小牛田 → |                |  |
|              |                      |                |  |
| 形式         | HB-E211 (Mc)         | HB-E212 (Mc')  |  |
| 搭載機器     | VVVF･SIV･CP･BT       | VVVF･SIV･CP･BT |  |
| 車両重量 (t) | 39.6                 | 38.4           |  |

- VVVF：VVVFインバータ装置
- SIV：補助電源装置（静止型インバータ）
- CP：空気圧縮機
- BT：蓄電池

## 車歴表
- 製造…横浜：総合車両製作所横浜事業所
- 配置…小牛田：小牛田運輸区

## 運用

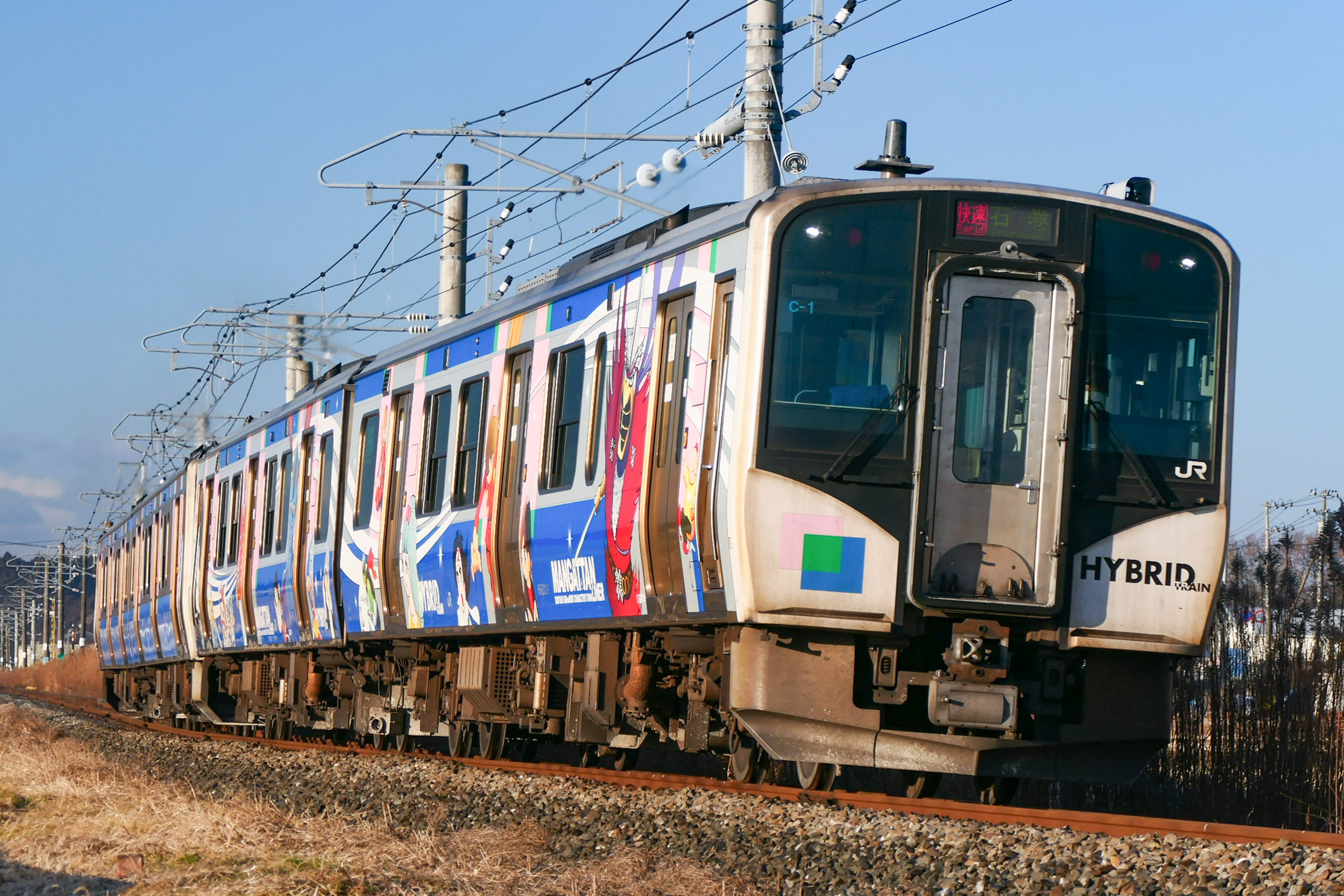
C-1編成 マンガッタンライナー 風
（2025年1月25日 陸前小野駅 - 鹿妻駅間）

2015年1月に第1陣となるC-1・C-2編成が総合車両製作所横浜事業所を出場した。同年3月までに2両編成8本が出揃い、小牛田運輸区に配置された。
同年5月30日から仙台 - 石巻間の「仙石東北ライン」と、仙台への送り込みを兼ねた東北本線の仙台 - 小牛田間で、2016年8月6日からは仙石東北ラインの延長として石巻線の石巻 - 女川間で運用を開始した。
本形式のうち8両にラッピングが施される予定とされ、その後動きはなかったが、2022年（令和4年）1月中旬から2編成4両が「仙石東北ライン マンガッタンライナー」として運行されることが発表された。同年1月19日よりC-2編成が「マンガッタンライナー 夢」、27日よりC-1編成が「マンガッタンライナー 風」としてそれぞれ運行を開始した。
2022年12月3・4日には、仙石線の変電設備点検により、初めて松島海岸駅まで乗り入れた。